# Phil Cavarretta
Philip Joseph Cavarretta (ur. 19 lipca 1916, zm. 18 grudnia 2010) – amerykański baseballista, który występował na pozycji pierwszobazowego i zapolowego przez 22 sezony w Major League Baseball.
Cavarretta w szkole średniej Lane Tech w Chicago grał na pozycji miotacza. W wieku 17 lat podpisał kontrakt z Peoria Tractors, występującym w NAPBL, późniejszym klubem farmerskim Chicago Cubs. W swoim pierwszym meczu, grając na pozycji prawozapolowego, zaliczył cycle. We wrześniu 1934 został powołany do składu Cubs i zadebiutował w MLB w meczu przeciwko Brooklyn Dodgers. Rok później wystąpił w World Series, jednak Cubs ulegli Detroit Tigers w sześciu meczach. Trzy lata później ponownie Cubs zagrali w World Series i ponownie ulegli, tym razem New York Yankees w czterech meczach.
W maju 1939 roku w meczu przeciwko New York Giants doznał kontuzji kostki, 13 miesięcy później doznał tej samej kontuzji również w spotkaniu z Giants. Nie był uczestnikiem II wojny światowej, gdyż został zwolniony ze służby wojskowej ze względu na problemy ze słuchem. W 1944 wraz ze Stanem Musialem z St. Louis Cardinals zdobył najwięcej uderzeń (197) w National League. W sezonie 1945 zwyciężył w lidze w klasyfikacji pod względem średniej uderzeń (0,355) i on-base percentage (0,449), poza tym miał 3. w lidze wskaźnik slugging percentage (0,500) i został wybrany MVP National League. W tym samym roku wystąpił w World Series, gdzie miał średnią uderzeń 0,423, jednak Cubs przegrali z Detroit Tigers w siedmiu meczach.
W czerwcu 1951 został grającym menadżerem Cubs, zastępując na tej pozycji Frankiego Frischa. Na wiosnę 1954 został zwolniony przez właściciela klubu Phila Wrigleya po tym, jak stwierdził, iż zespół nie ma szans na awans do postseason. W efekcie w maju 1954 przeszedł jako wolny agent do lokalnego rywala Cubs Chicago White Sox. Ostatni mecz zagrał 8 maja 1955 roku.
Po zakończeniu kariery był między innymi menadżerem zespołów niższych lig, skautem w Detroit Tigers, a także trenerem pałkarzy w New York Mets. Zmarł 18 grudnia 2010 w wieku 94 lat; miał udar mózgu. Był ostatnim żyjącym baseballistą, który zagrał w jednym meczu z Babe Ruthem.
| Nagroda/wyróżnienie | Lata                   | Źródło |
| MVP National League | 1945                   | [ 8 ]  |
| 4× All-Star         | 1944, 1945, 1946, 1947 | [ 4 ]  |